# Spyros Skouras

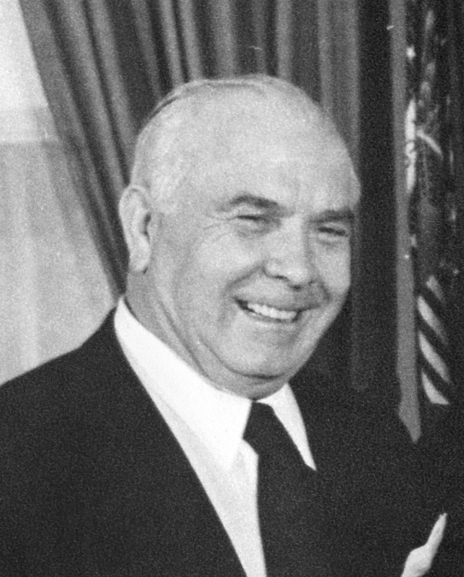
Spyros Skouras

Spyros Panagiotis Skouras (griechisch Σπύρος Σκούρας, geboren als Spyros Panagiotis Skouras, oft geführt als Spyros P. Skouras; * 28. März 1893 in Skourophorion, heute Skourochori, Griechenland; † 16. August 1971 in Mamaroneck, New York, Vereinigte Staaten) war ein griechischstämmiger, US-amerikanischer Filmfirmenmanager, dessen Wirken zwanzig Jahre lang die Geschicke von 20th Century Fox bestimmt hat.

## Leben und Wirken

### Die frühen Jahre
Der Sohn eines griechischen Schafhirten wurde als eines von zehn Kindern in einem Flecken am Westrand des Peloponnes geboren. Vor Ort durchlief Skouras ein theologisches Seminar. Mit zwei seiner Brüder, Karolos (Charles) Skouras (1889–1954) und Giorgios (George) Skouras (1896–1964), die später in den USA unter seiner Führung ebenfalls Managerposten in der Filmwirtschaft besetzen sollten, wanderte Spyros 1910 nach Amerika aus, um dort sein Glück zu suchen. Hier ließ sich Spyros am Jones Commercial College in St. Louis fortbilden. Um sich seinen Lebensunterhalt zu verdienen, jobbte er als Hilfskraft im Planters Hotel von St. Louis sowie nach Feierabend als Zeitungszusteller. Nach einiger Zeit hatten die drei Brüder gut 3500 Dollars erarbeitet und zusammengespart, sodass sie 1914 in St. Louis eine Beteiligung an dem Kinosaal Olympia Theatre erwerben konnten. Im Laufe der Jahre konnten die Skouras-Brüder nicht nur ihren Partner auszahlen, sondern Stück für Stück alle Kinos der Stadt aufkaufen. 1926 besaßen die Skouras-Brüder 37 Lichtspielhäuser, die sie Ende der 1920er Jahre an die Hollywood-Produktionsfirma Warner Bros. verkauften. Spyros Skouras wurde 1929 von Warner als Generalmanager der firmeneigenen Kinoketten eingestellt. Wenig später verließ Skouras Warner wieder und wechselte zu Paramount Pictures, wo er wiederum deren Kinosaalkette leitete.

### Als Chef der 20th Century Fox
1932 ging Spyros Skouras mit seinen beiden Brüdern zur Fox Film Corporation, wo er deren rund 500 Kinosäle an der Westküste, die Fox Metropolitan Theatres, betreute und diesen Firmenzweig vor dem sich anbahnenden Bankrott rettete. 1935 war Skouras treibende Kraft bei dem Zusammenschluss von Fox mit der Konkurrenzfirma 20th Century Pictures zu dem neuen Produktionsgiganten 20th Century Fox. Nach sieben Jahren hatte Spyros es geschafft und wurde an die Spitze des Branchenriesen berufen. Seit April 1942 stand er der 20th Century Fox als Präsident vor und behielt dieses Amt gut 20 Jahre lang. Ihm zur Seite stand der erfahrene und erfolgreiche Produzent Darryl F. Zanuck, der als Produktionschef eingestellt wurde. Die Ära Skouras-Zanuck galt, zumindest in der ersten Hälfte bis in die frühen 1950er Jahre hinein, als außerordentlich erfolgreich und brachte eine Fülle von Kassenschlager in die Kinos.
Skouras verweigerte sich nach dem Zweiten Weltkrieg allerdings lange Zeit der Erkenntnis, dass mit dem Fernsehen ein starker Konkurrent aufgekommen war und versuchte dagegen mit dem Werbeslogan “Movies Are Better Than Ever” sowie der Entwicklung eines Breitwand-Kinos, in dem er Cinemascope aufkaufte, anzugehen. Zu dieser Zeit war die Macht der Skouras-Brüder noch sehr weit reichend: Man kontrollierte nicht nur 20th Century Fox, sondern auch die National Theaters, Fox West Coast Theaters, United Artists Theaters, Skouras Theaters, die Magna Corp. sowie das Todd-AO-Verfahren.
Skouras’ Fehlkalkulation, noch zu Beginn der 1960er Jahre, als sich das klassische Monumentalfilm-Kino der vergangenen Jahrzehnte längst überlebt hatte, die Multimillionen-Dollar-Großproduktionen Cleopatra auf die Beine zu stellen, kostete sowohl ihm als auch Produzent Zanuck den Job. Zum Ende der Produktionsphase, als die Cleopatra-Kosten aus dem Ruder zu laufen drohten, wurde Skouras am 27. Juni 1962 von seinem Posten entbunden und weggelobt: In der Folgezeit diente er Centfox als deren Vorstandsvorsitzender, sein Nachfolger auf dem Präsidenten-Chefsessel wurde im Juli 1962 ausgerechnet der Hauptverantwortliche der Cleopatra-Pleite: Zanuck.
Auf Skouras’ Initiative hin entstand seit Beginn der 1960er Jahre Century City, ein sich rund um die Filmfirma entwickelnder Stadtbezirk im Großraum Los Angeles. Im März 1969 gab Skouras den Centfox-Vorstandsposten auf und kümmerte sich seine verbleibenden beiden Lebensjahre ganz um seine diversen anderen Geschäftsinvestitionen, darunter eine eigene Schifffahrtslinie, die Prudential Lines.

### Familie
Auch Spyros’ Nachkommen arbeiteten bzw. arbeiten im Film- und Fernsehgeschäft: Sein ältester Sohn Spyros S(olon). Skouras (1923–2013) leitete die Skouras Theatre Corporation in New York, sein jüngerer Sohn Plato A. Skouras (1930–2004) wirkte unter seinem Vater als Filmproduzent. Sein Enkel Charles P. Skouras III. ist als Film- und TV-Manager aktiv. Seine Urenkelin Marielle Skouras hat sich mit der Produktion von Fernsehshows einen Namen gemacht und die erfolgreiche Reality Show Beverly Hills Pawn ins Leben gerufen.